# ウラジーミル・アレクセンコ
ウラジーミル・アヴラモヴィチ・アレクセンコ（ロシア語: Владимир Аврамович Алексенко、1923年1月27日 - 1995年6月16日）は、ソビエト連邦の軍人。二重ソ連邦英雄。最終階級は空軍中将。第二次世界大戦では、第277襲撃機航空師団第15親衛襲撃機航空連隊を指揮した。自身も107回の出撃を行った功績が評価され、ソ連邦英雄に列せられた。その上、さらに143回の出撃を行い、ソ連全体でもわずかに154人しかいない二重ソ連邦英雄となっている。大戦終結までに合計292回もの出撃を記録している。戦後も軍に残り、K・E・ヴォロシーロフ記念高等軍事学校を卒業して中将まで上り詰めた。1967年から1974年まで第5航空軍の指揮を執った。

## 前半生
アレクセンコは、1923年1月27日に、クラスノダール地方・キエフスコエ村のロシア人農民の家に生まれた。1940年、彼は高等学校を卒業し、クラスノダール飛行クラブに加わった。1941年5月、赤軍に召集された。

## 第二次世界大戦
1942年、アレクセンコはクラスノダール軍事飛行学校を卒業した。翌年、ソビエト連邦共産党に入党。同年2月、レニングラード戦線の第15親衛襲撃機航空連隊に配属されたアレクセンコは、イリューシン Il-2を受領し戦場を駆けた。1944年初旬、レニングラード＝ノヴゴロド攻勢で彼は幾度となく出撃を行い、レニングラードの包囲突破に至った。夏になると、彼はヴィボルグ＝ペトロザヴォーツク攻勢に参戦し、フィンランドとの継続戦争終結に貢献した。6月12日、アレクセンコはドイツ空軍機と交戦し、2機を撃墜している。秋にはバルト海攻勢に参戦し、度々出撃を行った。
1945年1月にアレクセンコは飛行隊司令官に就任し、東プロイセン攻勢で指揮を執った。2月には連隊副司令官に任命され、2月22日に赤旗勲章を受章。4月27日、ドイツ軍の部隊や設備に対する230回の攻撃任務遂行が評価され、レーニン勲章受章とともにソ連邦英雄に列せられた。また、終戦後の6月29日には2度目のソ連邦英雄に列せられたが、大戦終結までにアレクセンコは、ドイツ軍の要塞や飛行場に対する292回の攻撃任務を果たしている。伝えられているところによれば、彼はその任務の中で多数の飛行場や33両の戦車、118両の車両、53両の鉄道車両、85両の客車、54門の対空砲、10個の弾薬庫、27門の大砲、12門の迫撃砲を破壊し、1,300人のドイツ兵を殺害したとされる。

## 戦後
1952年、アレクセンコはK・E・ヴォロシーロフ記念高等軍事学校を卒業し、次いで1954年にはY・A・ガガーリン記念空軍学校を卒業した。1959年から1963年にかけて、彼は第5期ウクライナ・ソビエト社会主義共和国最高会議の代議員を務めた。1967年からはオデッサの第5航空軍司令官に在任し、翌年中将へ昇進。1971年から1975年まで第8期ウクライナ・ソビエト社会主義共和国最高会議の代議員を務めた。1978年に退役し、以降はオデッサで過ごしている。1995年6月16日に死去。遺体はオデッサ第二キリスト教墓地に埋葬された。

## 叙勲
- 二重ソ連邦英雄（1945年4月19日、1945年6月29日）[10]
- レーニン勲章（1945年4月19日）[10]
- 赤旗勲章4回（1944年7月25日、1944年11月5日、1945年2月22日、1974年2月21日）[10]
- アレクサンドル・ネフスキー勲章（ロシア語版）（1944年11月2日）[10]
- 1等祖国戦争勲章2回（1985年3月11日）[10]
- 2等祖国戦争勲章（1943年8月12日）[10]
- 赤星勲章2回（1943年7月26日、1974年12月30日）[10]
- 戦功記章（ロシア語版）
- ウラジーミル・イリイチ・レーニン生誕100周年記念記章（英語版）
- レニングラード防衛記章
- 1941年-1945年大祖国戦争における対ドイツ戦勝記章（ロシア語版）
- 1941年–1945年大祖国戦争勝利20年記念記章（英語版）
- 1941年–1945年大祖国戦争勝利30年記念記章（英語版）
- 1941年–1945年大祖国戦争勝利40年記念記章（英語版）
- 1941年–1945年大祖国戦争勝利50年記念記章（英語版）
- ケーニヒスベルク占領記章（ロシア語版）
- ソ連軍退役軍人記章（英語版）
- ソビエト陸海軍30年記念記章（英語版）
- ソ連軍40年記念記章（英語版）
- ソ連軍50年記念記章（英語版）
- ソ連軍60年記念記章（英語版）
- ソ連軍70年記念記章（英語版）
- レニングラード250周年記念記章（ロシア語版）
- 1等完全軍務記章（英語版）
- 1944年9月9日勲章（英語版）（1977年10月、ブルガリア人民共和国）[11]